# Рощин, Александр Иосифович
Александр Иосифович Рощин (1911—1966) — старший лейтенант Советской Армии, участник Великой Отечественной войны, Герой Советского Союза (1943).

## Биография
Александр Рощин родился 5 августа 1911 года в деревне Ельцы (ныне — Киржачский район Владимирской области). После окончания семи классов школы и шелководческих курсов работал на Киржачском шёлковом комбинате. В 1933—1938 годах проходил службу в Рабоче-крестьянской Красной Армии. Демобилизовавшись, вновь работал на Киржачском комбинате. В 1941 году Рощин повторно был призван в армию. С того же года — на фронтах Великой Отечественной войны.
К октябрю 1943 года лейтенант Александр Рощин командовал телефонным взводом роты связи 529-го стрелкового полка 163-й стрелковой дивизии 38-й армии Воронежского фронта. Отличился во время битвы за Днепр. 1 октября 1943 года Рощин одним из первых переправился через Днепр на остров Жуков на южной окраине Киева и проложил по дну реки телефонный кабель, после чего на протяжении всего периода боёв оперативно устранял повреждения, поддерживая бесперебойную связь с командованием.
Указом Президиума Верховного Совета СССР от 29 октября 1943 года за «мужество и героизм, проявленные при форсировании Днепра и в боях на захваченном плацдарме» лейтенант Александр Рощин был удостоен высокого звания Героя Советского Союза с вручением ордена Ленина и медали «Золотая Звезда».
После окончания войны Рощин продолжил службу в Советской Армии. В 1946 году он окончил Киевское военное училище связи. В 1950 году в звании старшего лейтенанта Рощин был уволен в запас. Проживал и работал сначала на родине, затем в Киржаче. Умер 30 декабря 1966 года.
Был также награждён рядом медалей.
В честь Рощина названа улица в Киржаче.